# Семисосны
Семисо́сны (бел. Сямісосны) — деревня в Брестском районе Брестской области Белоруссии, в 16 км к юго-востоку от Бреста. Входит в состав Мухавецкого сельсовета.

## История
В XIX веке деревня — центр имения в Брестском уезде Гродненской губернии, состоявшего из фольварка Семисосны (или Красник) и деревни Заболотье. В 1846 году имение принадлежало Анне Каминской, в 1890 году — Качковскому.
В 1905 году — выселки Каменицко-Жировецкой волости того же уезда.
После Рижского мирного договора 1921 года — в составе гмины Каменица Жировецкая Брестского повята Полесского воеводства Польши, 3 двора.
С 1939 года — в составе БССР.